# Big Broadcast of 1938
Pour plus de détails, voir Fiche technique et Distribution.
Big Broadcast of 1938 (The Big Broadcast of 1938) est un film américain de Mitchell Leisen sorti en 1938.

## Fiche technique
- Titre : Big Broadcast of 1938
- Titre original : The Big Broadcast of 1938
- Réalisation : Mitchell Leisen
- Production : Harlan Thompson
- Société de production : Paramount Pictures
- Scénario et adaptations : Walter DeLeon, Ken Englund, Francis Martin, Russel Crouse et Howard Lindsay d'après une histoire de Frederick Hazlitt Brennan
- Photographie : Harry Fischbeck
- Montage : Chandler House et Eda Warren
- Direction musicale : Boris Morros
- Musique : Gordon Jenkins, John Leipold et George Parrish (non crédités)
- Chorégraphe : LeRoy Prinz
- Direction artistique : Hans Dreier et Ernst Fegté
- Costumes : Edith Head
- Effets visuels : Gordon Jennings
- Pays d'origine :  États-Unis
- Format : Noir & blanc - Son : Mono (Western Electric Mirrophonic Recording)
- Genre : Film musical et comédie romantique
- Durée : 94 minutes
- Date de sortie : 
  - États-Unis : 11 février 1938

## Distribution
- W. C. Fields : T. Frothingill Bellows / S.B. Bellows
- Martha Raye : Martha Bellows
- Dorothy Lamour : Dorothy Wyndham
- Shirley Ross : Cleo Fielding
- Lynne Overman : Scoop McPhail
- Bob Hope : Buzz Fielding
- Ben Blue : Mike
- Leif Erickson : Bob Hayes
- Patricia Wilder : Honey Chile
- Grace Bradley : Grace Fielding
- Rufe Davis : Turnkey
- Lionel Pape : Lord Harry Droopy
- Virginia Vale : Joan Fielding
- Russell Hicks : le capitaine Stafford
- Mae Busch (non créditée) : le chaperon

## Chansons
- Thanks for the Memory